# 中北美洲及加勒比海聯賽
中北美洲及加勒比海聯賽（CONCACAF League）是一項一年一度洲際足球球會錦標賽，由加拿大、中美洲及加勒比地區之間的球會角逐。賽事成立於2017年5月8日。
2023年，由於中北美洲及加勒比海聯賽冠軍盃擴大比賽形式，中北美洲及加勒比海聯賽宣佈停辦，從2024年開始新設立兩個地區性賽事作為中北美洲及加勒比海聯賽冠軍盃的預賽，包括CONCACAF中美洲盃（CONCACAF Central American Cup）及CONCACAF加勒比海盃（CONCACAF Caribbean Cup）。

## 席位分配
賽事由 22 支球隊參與角逐。其中 18 隊來自中美洲（來自 7 個國家）、3 隊來自加勒比海（來自 2 或 3 個國家）、1 隊來自北美洲（來自 1 個國家）。
- 18 隊來自中美洲：

3 隊來自  哥斯達黎加
3 隊來自  薩爾瓦多
3 隊來自  危地馬拉
3 隊來自  洪都拉斯
3 隊來自  巴拿馬
2 隊來自  尼加拉瓜
1 隊來自  伯利茲
- 3 隊來自加勒比海：

2 隊來自加勒比球會錦標賽（亞軍、季軍）
「加勒比球會錦標賽殿軍 對 加勒比球會盾冠軍」附加賽
- 1 隊來自北美洲：

1 隊來自  加拿大

## 歷屆決賽
| 年份 | 冠軍       | 總比數      | 亞軍           | 準決賽負方            |
| ---- | ---------- | ----------- | -------------- | --------------------- |
| 2017 | CD奧林比亞 | 1–1（4–1 ） | 瓜皮萊斯山度士 | 阿拉比 艾馬多         |
| 2018 | 希雷迪亞洛 | 3–2         | 莫塔瓜         | 阿拉比 陶羅           |
| 2019 | 薩普里沙   | 1–0         | 莫塔瓜         | CD奧林比亞 阿里安沙   |
| 2020 | 阿拉祖蘭斯 | 3–2         | 薩普里沙       | CD奧林比亞 阿卡艾     |
| 2021 | 通訊體育會 | 6–3         | 莫塔瓜         | 咸美頓鍛鋼 瓜斯塔托亞 |
| 2022 | 奧林比亞   | 5–4         | 阿拉祖蘭斯     | 莫塔瓜 皇家伊斯柏納   |

## 外部連結
- 官方網站（页面存档备份，存于）